# Альменас, Джессика
Джессика Магдалена Тереза Альменас (швед. Jessica Magdalena Therese Almenäs; род. 16 ноября 1975 года) ― шведская телеведущая и репортёр. 

## Биография
Вела телепередачу конных скачек «Vinnare v75» и с 2008 года ― шоу с участием знаменитостей под названием «Let's Dance». Оба они транслируются на телеканале TV4.
Джессика Альменас стала первой вице-мисс на конкурсе «Мисс Швеция» в 1998 году и представляла свою страну на международном конкурсе «Мисс мира» в том же году. Тогда же начала выступать на телепередаче «Nyhetsmorgon» ― программе утренних новостей на канале TV4. Вместе с Адамом Альсингом вела футбольную программу «Fotbollsgalan» с 2006 по 2009 год. В 2008 году участвовала в награждении лауреатов премии Kristallen, которой удостаиваются телевизионные деятели Швеции, проявившие себя на профессиональном поприще. Также Альменас была корреспондентом и брала интервью у знаменитостей, приехавших на вручение премии Kristallen-2014.
В 2011 и 2012 годах Almenäs вел шоу «Biggest Loser» на TV4. 
Джессика Альменас в прошлом также была профессиональной баскетболисткой и играла за клуб Брахе Баскет.
В сентябре 2016 года Альменас объявила, что она начнет работать с Kanal 5 расторгнет свой контракт с TV4.

### Личная жизнь
Альменас состояла в отношениях с Йоханом Эдлундом, от которого родила сына в 2005 году. У нее также есть сын, которого она родила в 2009 году от норвежского наездника Тони Андре Хансена.